# Протестантский музей (Ла-Рошель)
Протестантский музей (фр. Musée Rochelais d’Histoire Protestante) — музей на территории французского города Ла-Рошель, который посвящен теме развития протестантизма на территории Ла-Рошель, Сентонже и Ониса. Обладатель звания «Музей Франции» от Министерства культуры страны. Вход в музей платный.

## История
Протестантский музей в городе Ла-Рошель расположен на rue St-Michel, 2 в центре города.
Его в 1931 году основал пастор Сэмюэл Эйнард. В 1995 году в музее проводились ремонтные работы.
Экспонаты музея рассказывают его посетителям про историю развития протестантизма в трех городах: Сентонже, Рошели, Онисе. Некоторые экспонаты музея датируются XVI веком — периодом, когда здесь были влиятельны гугеноты. В музее можно ознакомиться с древними книгами, манускриптами, гравюрами и прочими предметами, которые имеют отношение к религии в Ла-Рошели.
К экспонатам музея относятся керамические изделия из мастерской французского художника-керамиста Бернара Палисси, гобелен «Десять заповедей Закона Божьего», датированный 1779 годом, документы, которые касаются периода осады города в 1627—1628 годах, предполагаемый портрет герцогини Роханской Екатерины де Партней (фр. Catherine de Partenay).
Музей работает с середины июня до середины сентября с 14:30 до 18:00. Воскресенье является выходным днём.
Вход в музей платный. Билет стоит 4 евро для взрослых, для посетителей 18-23 лет цена составляет 2 евро, до 18 лет посещение бесплатное.
При музее есть небольшая библиотека. Здесь хранятся произведения, которые датированы XVII—XVIII веками, есть собрание Библий на разных языках Европы.
Музей является обладателем звания «Музей Франции» от Министерства культуры страны.

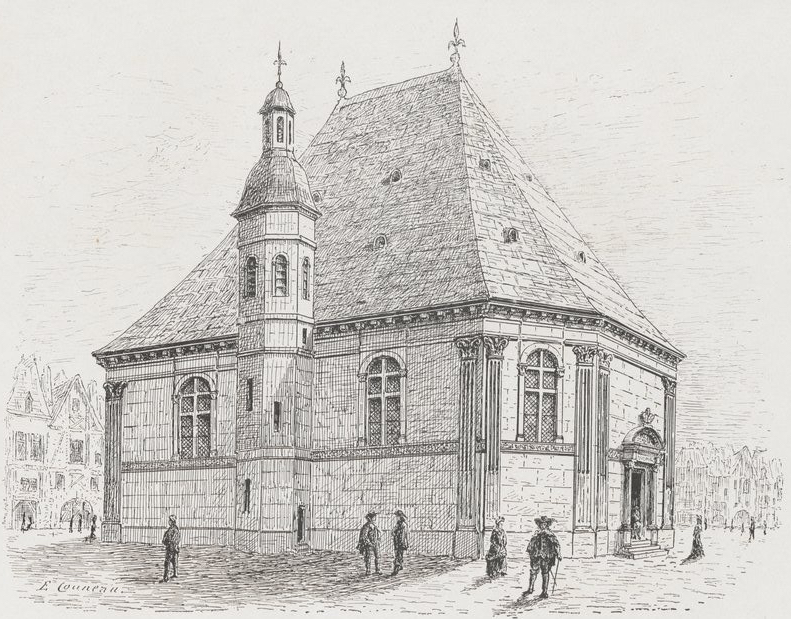
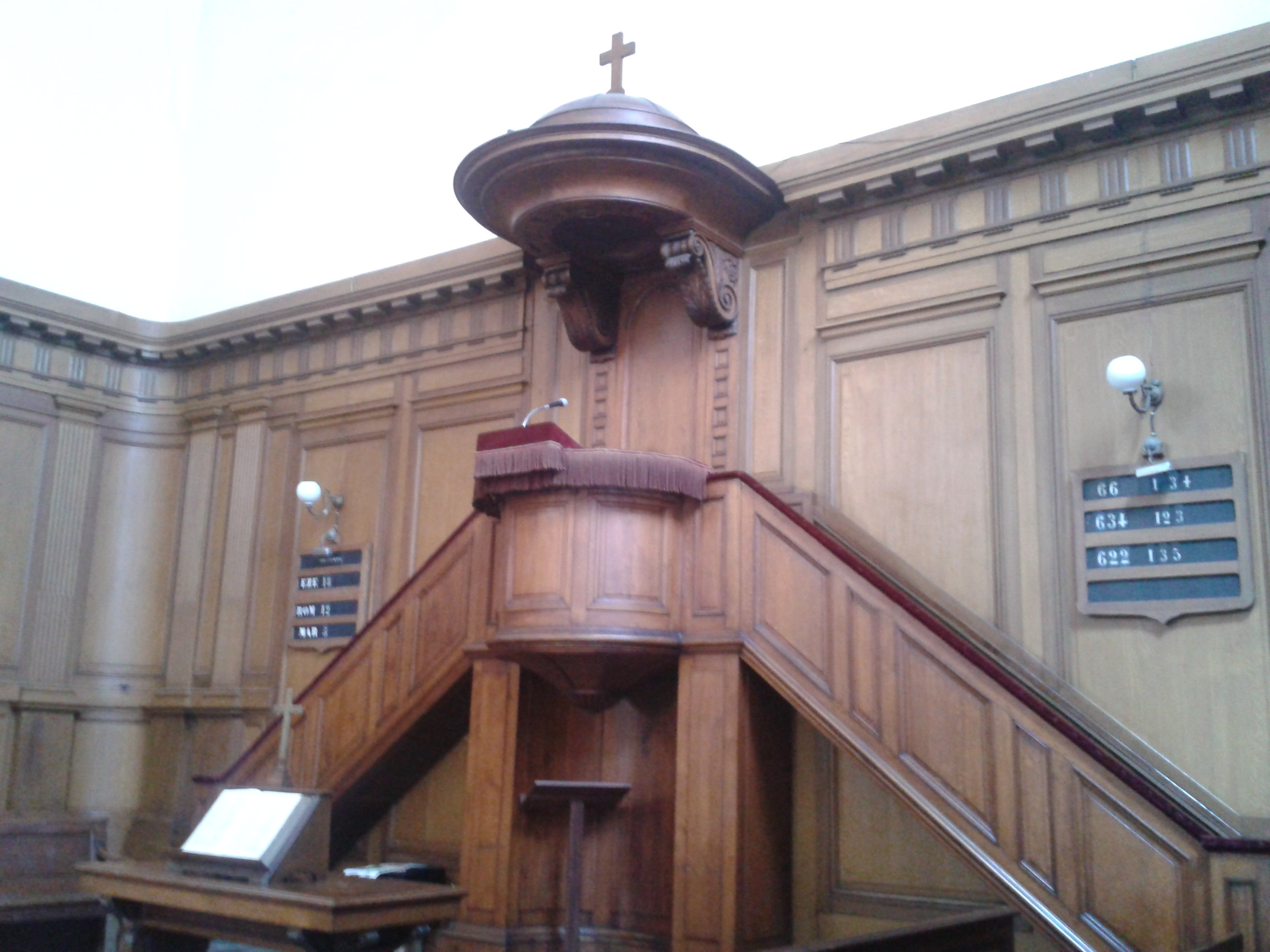
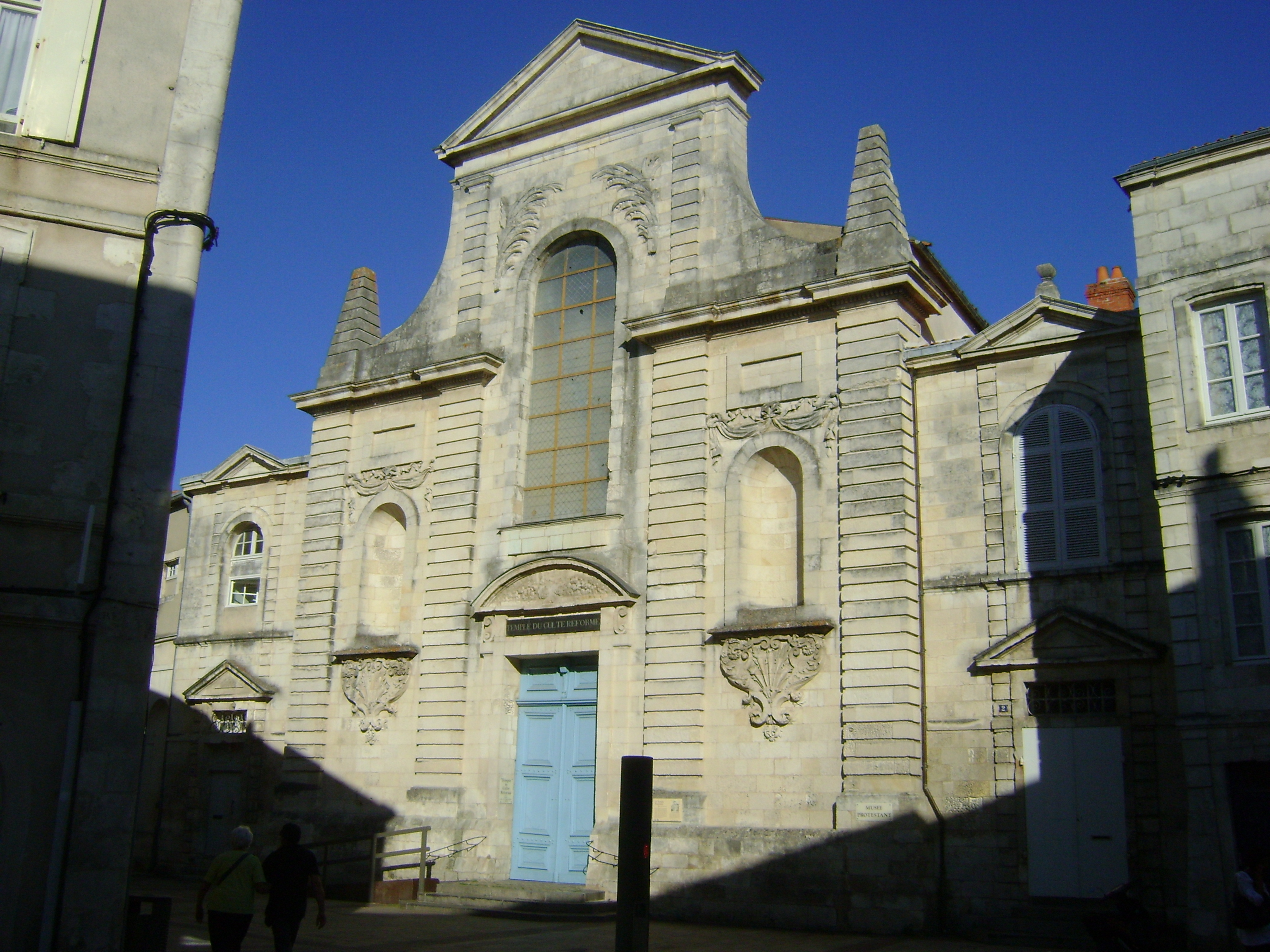
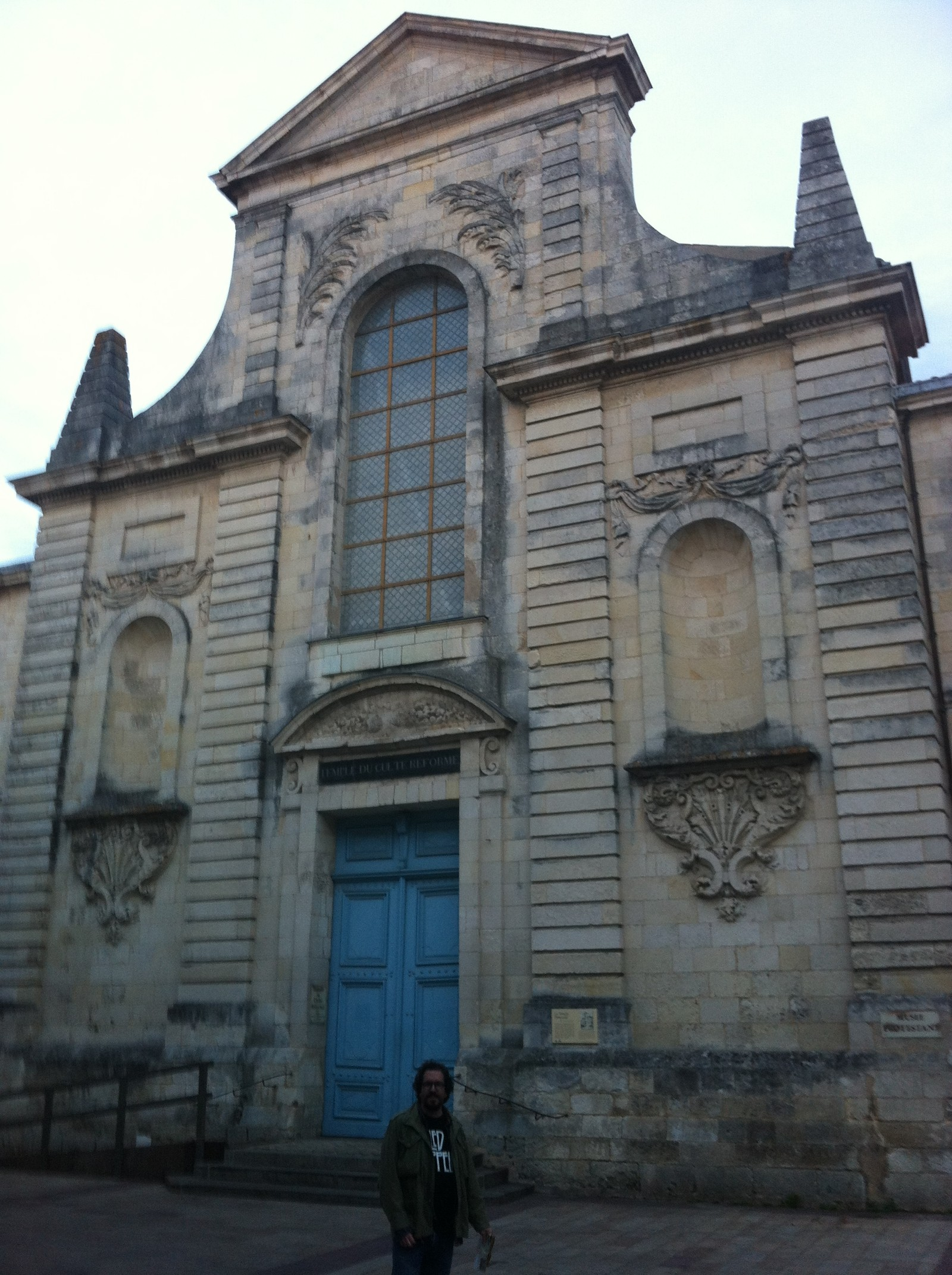
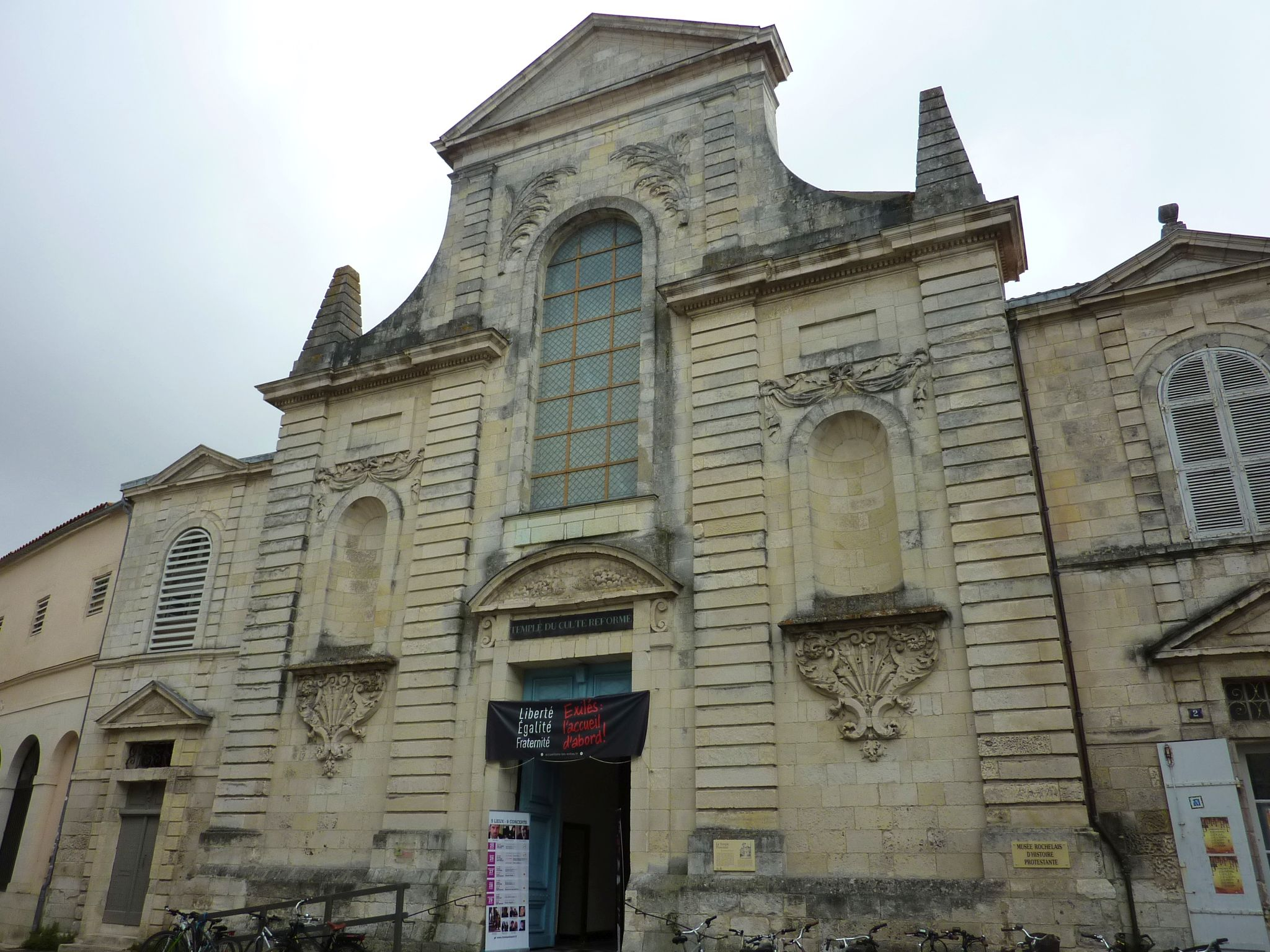
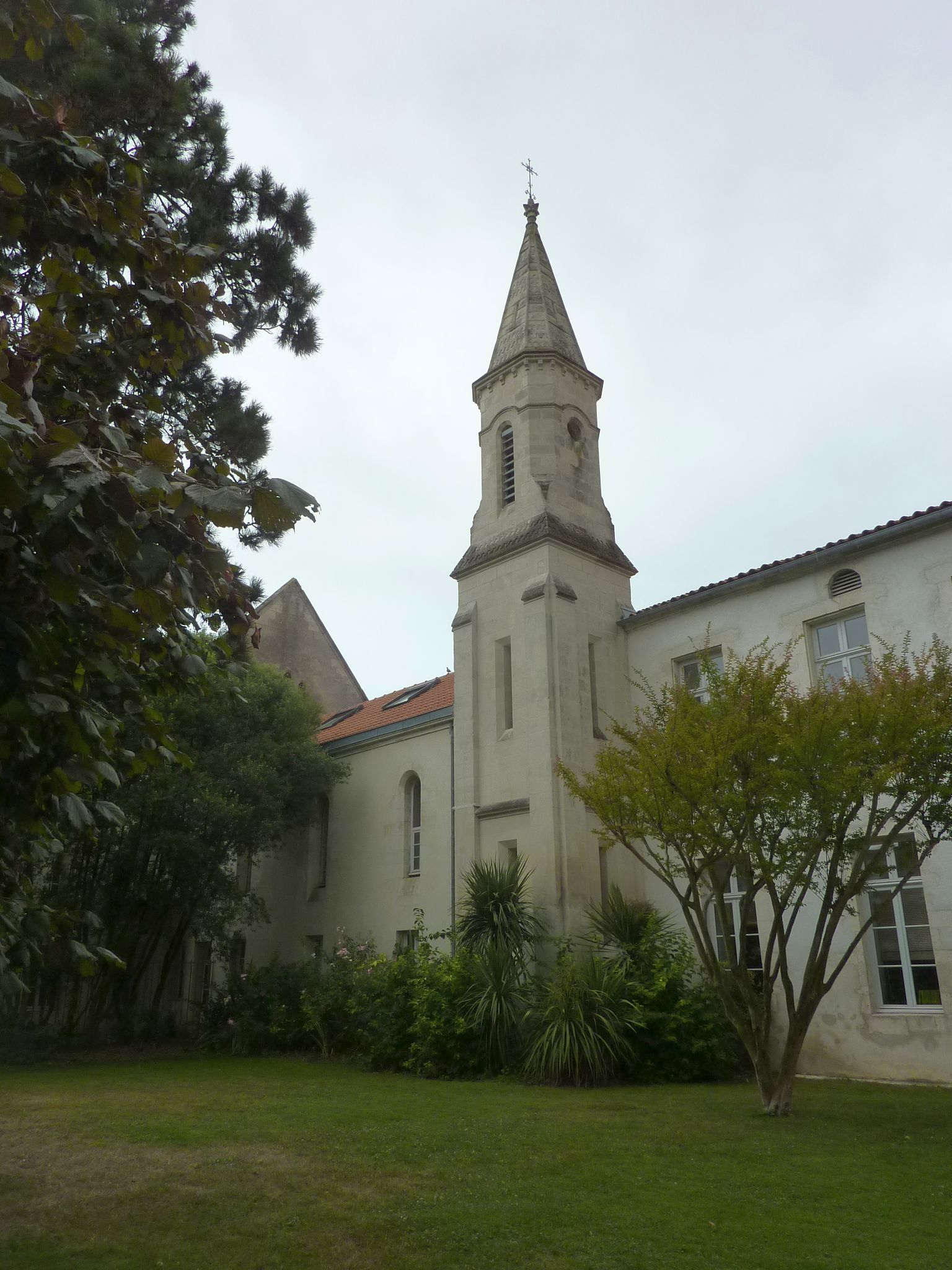